# Vermandois

Herb Vermandois

Vermandois – kraina historyczna w północnej Francji, na obszarze współczesnych departamentów Aisne i Somma w regionie Hauts-de-France. Historyczną stolicą Vermandois było miasto Saint-Quentin.
Kraina ta jest utożsamiana obecnie z okręgiem Saint-Quentin. W okresie wczesnego średniowiecza jego stolicą było prawdopodobnie Vermand. Od IX wieku natomiast stolicą było Saint-Quentin, często nazywane w średniowiecznych tekstach Saint-Quentin-en-Vermandois.
Vermandois było hrabstwem utworzonym w IX wieku przez Karola Wielkiego. Na przełomie XII i XIII wieku hrabstwo zostało włączone przez Filipa II Augusta do domeny królewskiej. W 1435 roku obszar ten został utracony na rzecz Księstwa Burgundii, do Królestwa Francji Vermandois powróciło w 1477 roku za sprawą Ludwika XI.
Ważną rolę w gospodarce krainy odgrywa rolnictwo, uprawiane są tutaj głównie pszenica i buraki.
Na terenie Vermandois znajdują się źródła rzeki Somma.

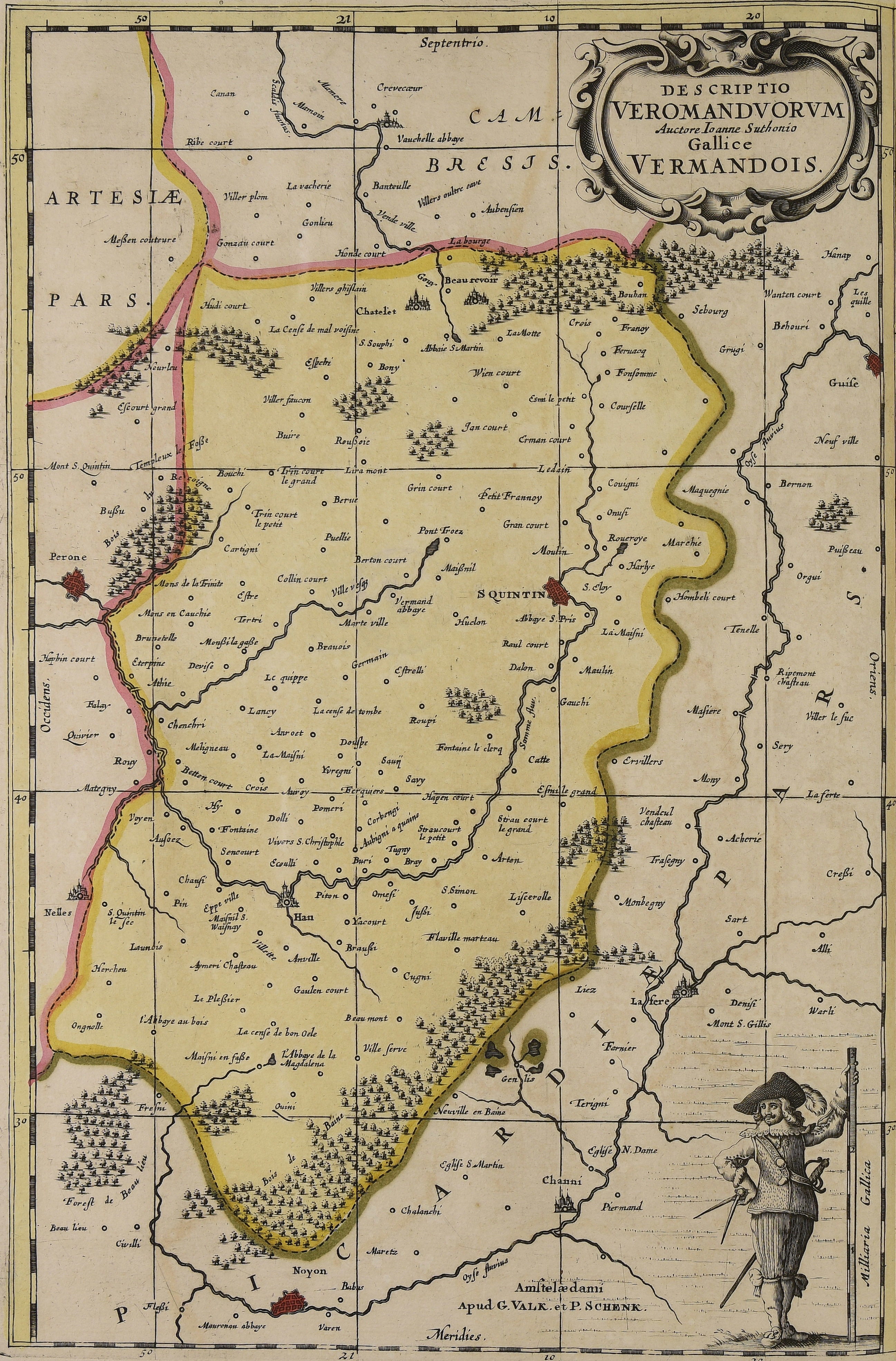
Mapa Vermandois w XVII wieku